# 雀宮神社
雀宮神社（すずめのみやじんじゃ）は、栃木県宇都宮市雀の宮一丁目にある神社。旧社格は郷社。
歴史と趣のある神社として、地元民に敬愛されている。この地域を治めていた宇都宮氏の信仰は篤く、雀宮神社を、城を守る四神の内、南の『朱雀』と位置づけ、城主がしばしば遠乗りをしてお参りに来たという。皇族である御諸別王を祭神としていることから、1713年（正徳三年）東山天皇から金文字で『雀宮』と書かれた勅額が掲げられていたため、日光社参をする将軍家をはじめとして、諸大名は下馬して参拝したと伝えられる。

## 祭神
- 素盞嗚命

## 由緒
この神社の創建年代などについては不詳であるが、この神社の周辺の地名の由来ともなった神社であり、日光街道・日光東往還の雀宮宿が置かれた。伝承によれば、由緒は、平安時代に遡る。かつて台新田村雀宮宿と称しており、長徳3年（997年）に創建されたと伝わる。
一条天皇（第六十六代）の御代、藤原実方が陸奥守（むつのかみ）に任ぜられ、陸奥国へと赴く途中、当地に滞在したのち、任国へと下ったという。実方の妻、綾女（あやめ）が、実方を慕って任国に向かおうとした。綾女姫が当地まで来たところ、重篤な病に伏せり、臨終の床で、次のように遺言したとされる。
「われ、夫中将実方を陸奥国にまで尋ね参らせんとせしが、病のため、此処にて死す。われの持てるこの宝珠は、大日孁貴尊（おおひるめのむちのみこと＝天照大神）と、素戔嗚命（すさのおのみこと）との盟約の折の宝珠なれが、藤原家に預け置かれり。藤原家の宝珠なれど、この地に止めさせ、産土神（うぶすながみ）と斎き祀り（いつきまつり）せば、当地は長く繁栄なるべし。」郷人等はその遺言を奉じて、その宝珠を土地の産土神として尊く祀ったという。その後、長徳3年9月19日（ユリウス暦：997年10月23日）、藤原実方がこの地を訪れて、神社を創建し、後に自身も合祀されたとも伝わる。長徳3年に藤原実方が亡くなり、雀に霊を宿して神祠に入ったので藤原実方を合祀したという伝承もあるが、史実では実方は長徳3年時点で存命である。
1902年（明治35年）に記された『下野神社沿革誌』によると、雀宮神社の祭神は素戔嗚命　相殿一座藤原實方朝臣命、綾女神社は宇賀御魂命（綾女神社）とされている。境内社として祀られていた綾女神社は、1909年（明治42年）5月、湯殿神社とともに雀宮神社に合祀された。現在境内社として祀られている綾女稲荷神社と同一とは判然されないが、綾女姫の伝承から祀られたものとみられる。
また、御諸別王（みもろわけのきみ）を祭神とする説がある。御諸別王が東国を治めた際に、雀宮周辺を本拠地とされ、『日本書紀』の「早くより善政を得たり」とした記述があるとされている。そのため、後に人々から「鎮（しずめ）の宮」と尊称されたという。雀宮神社の祭神として祀られたという御諸別王を実質的な祖とした毛野氏一族は東国第一の豪族である。そうした関連性から、源義家（八幡太郎義家）が御諸別王を祭神として祀ったという。別の説に豊城入彦命が東国支配のためにこの地に赴いたが、ここで亡くなって祀られたため、「しずめの宮」といい、後に宇都宮へ遷座したため、遷座先の神社を「うつしの宮」と呼んだ。これは雀宮・宇都宮の地名の由来とされるが、塙静夫は「こじつけた説」としている。
塙静夫は、雀が子育て中は昆虫をとるが、秋になると穀物を荒らすことから、雀の害を除くために「雀大明神」を祀ったのが雀宮神社の創始ではないかと述べている。

## 民話
雀宮神社には次のような民話が伝わる。
| 「 | 昔々、食っては寝てを繰り返すばかりで、仕事もせず怠けている男がいた。ある日、村人は男を少し懲らしめてやろうと、針の入った饅頭を男に与えた。男が饅頭を食べると、針でお腹が痛くなった。しばらく苦しんでいると、雀がニラをついばんでいるのを見つけた。珍しがって見ていると、雀の糞から縫い針が出てきた。男は雀を真似てニラをたくさん食べると、お腹から針を出すことに成功した。これ以来、男は改心して働き始め、雀に感謝してお宮を建てた。これが雀宮の由来なのだと。 | 」 |

上記とは少し異なる、次のような民話もある。
| 「 | 昔々、ある男が浮気した妻と間男の策略で、針の入った餅を食わされた。しばらく苦しんでいると、同じように苦しんでいる雀を見つけた。するともう1羽雀がやってきて、ニラを食べさせると、雀の尻から針が出てきた。男は雀を真似てニラを食べると、お腹から針を出すことに成功した。そして、男は雀に感謝して雀大明神を祀った。これが雀宮の由来なのだと。 | 」 |

## 例祭
- 9月19日 (旧暦)

## 所在地
- 栃木県宇都宮市雀の宮一丁目1番23号

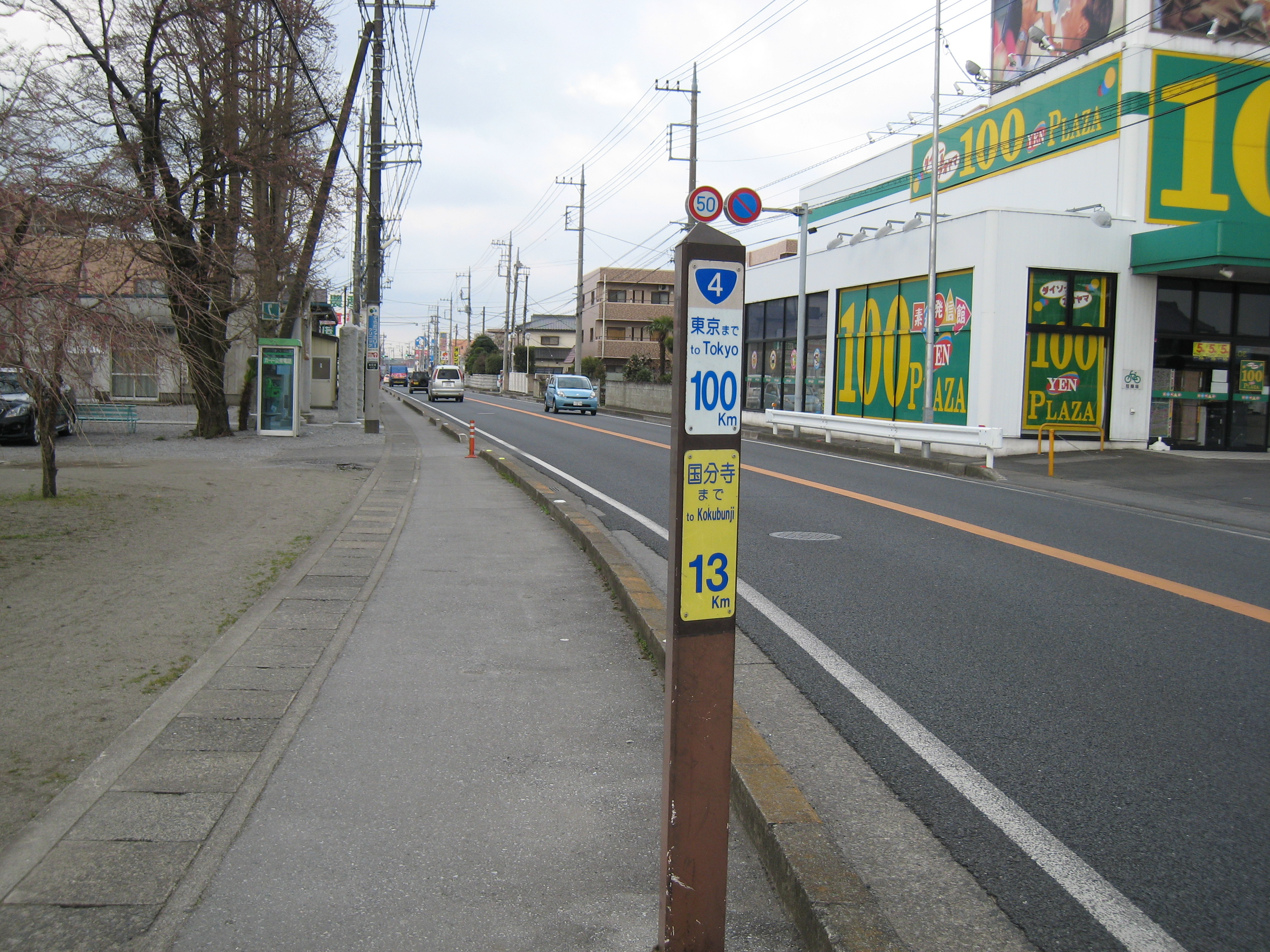
奥のカラーコーンのところは雀宮神社参道入口

  - 最寄り駅：JR宇都宮線 雀宮駅（徒歩約8分）
- 国道4号のちょうど100kmのところに位置する。参道入口より20m北に「東京まで100km」のキロポストがある。